# Kōdai-ji
Kōdai-ji (高台寺 Kōdai-ji), formally identified as Jubuzan Kōdai-ji (鷲峰山高台寺 Jubuzan Kōdai-ji), là một ngôi chùa của trường phái Rinzai của Zen Phật giáo ở Higashiyama-ku, Kyoto, Nhật Bản - mẫu phụ lớn nhất của nhánh Kennin-ji.

## Lịch sử

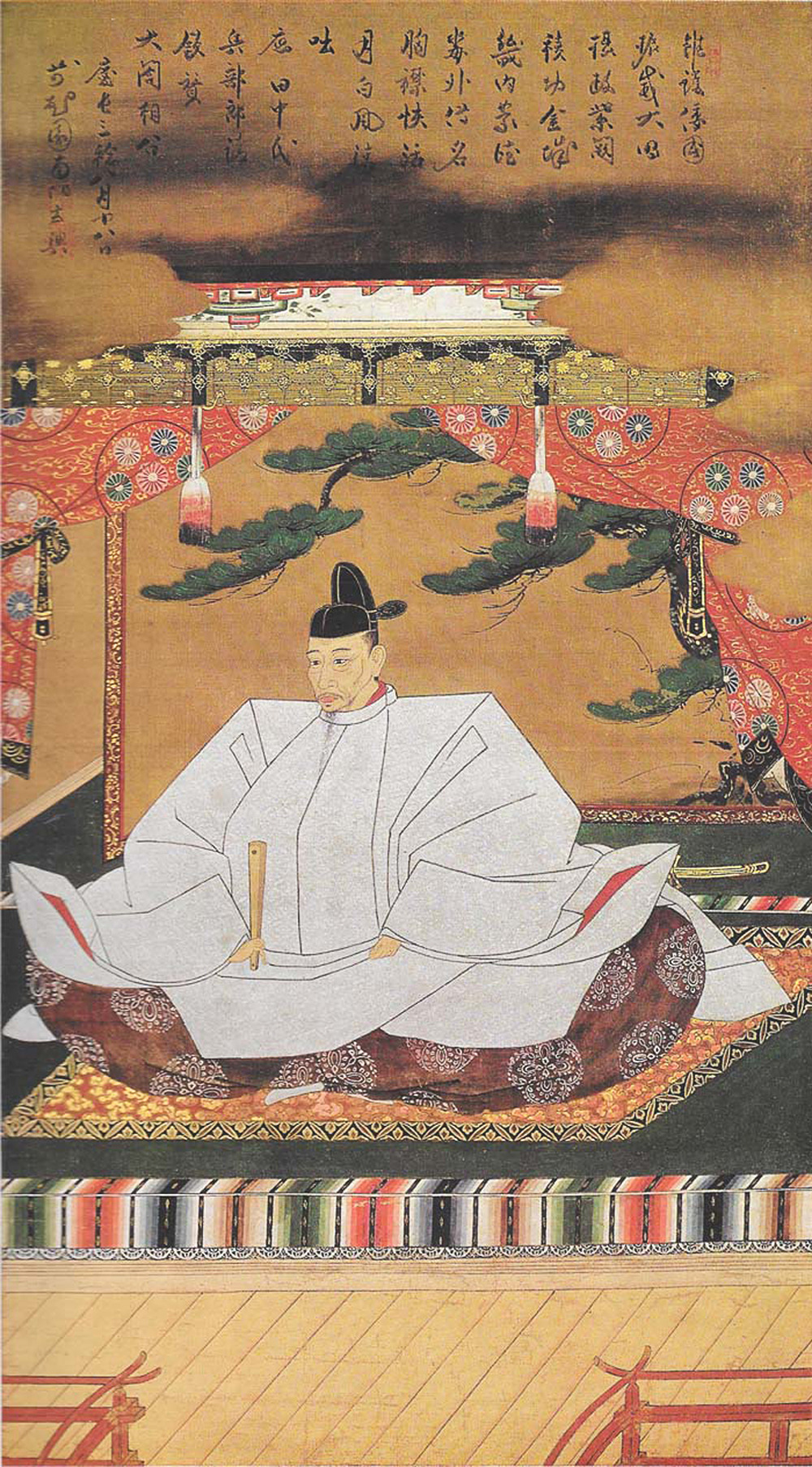
Bức chân dung này của Toyotomi Hideyoshi là một tài sản văn hóa quan trọng của Nhật Bản.

Nó được thành lập vào năm 1606 bởi nữ tu Kōdai-in (thường được biết đến với tựa đề Kita no Mandokoro), người là góa phụ của Toyotomi Hideyoshi, để cầu nguyện cho người chồng quá cố của mình. Hình ảnh chính là một bức tượng của Shaka.
Các khu vườn của Kōdai-ji là một được chỉ định trên toàn quốc Di tích lịch sử và Địa điểm ngắm cảnh.
Ngôi chùa sở hữu một số đồ vật được chỉ định là Tài sản văn hóa quan trọng. Trong số này có Cổng chính và Hội trường tinh linh, được ghi nhận cho việc sử dụng maki-e. Ngôi chùa có biệt danh là ngôi đền maki-e. "Nó cũng lưu giữ những bức tranh, trong đó có một bức tranh của Hideyoshi, cũng như hàng dệt may, và một chiếc đồng chuông với một dòng chữ có niên đại từ năm 1606.

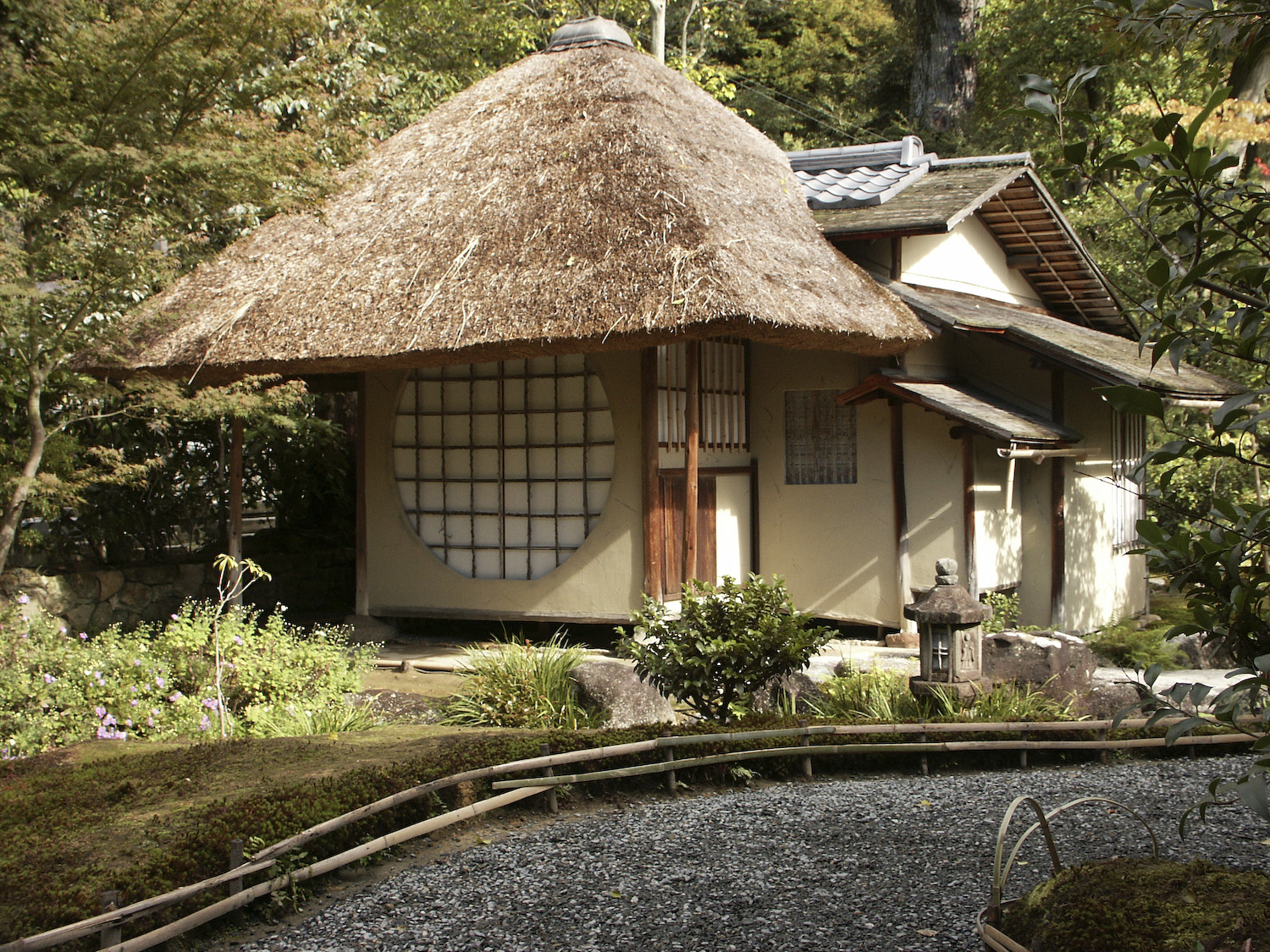
Ihōan, một nhà trà ở sân chùa